# Augusta của Đại Anh
Augusta của Đại Anh (tiếng Anh: Augusta Frederica of Great Britain; 31 tháng 7 năm 1737 – 23 tháng 3 năm 1813) là một công chúa Anh, cháu gái của vua George II và là chị cả duy nhất của George III. Bà là Công tước phu nhân xứ Braunschweig-Lüneburg và Thân vương phi xứ Braunschweig-Wolfenbüttel thông qua cuộc hôn nhân với Công tước xứ Braunschweig. Con gái của bà Caroline kết hôn với em họ của mình là vua George IV, cháu trai của bà đồng thời là vương hậu nước Anh.

## Cuộc sống ban đầu

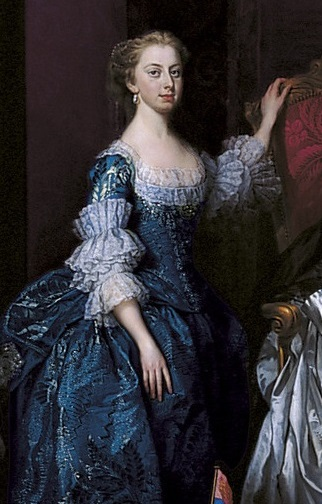
Augusta lúc 14 tuổi trong bức chân dung gia đình chụp năm 1751 của George Knapton.

Công chúa Augusta sinh ngày 31 tháng 7 năm 1737, tại Cung điện Thánh James, Luân Đôn, bà là con cả trong chín người con của Frederick, Thân vương xứ Wales và Augusta xứ Sachsen-Gotha-Altenburg. Sinh ra dưới thời trị vì của ông nội là vua George II, Augusta đứng thứ hai trong danh sách kế vị ngai vàng của Đại Anh, nhưng một năm sau đó vào năm 1738, khi em trai bà là Vương tử George (sau này là George III của Liên hiệp Anh) chào đời.
Năm mươi ngày sau, công chúa sơ sinh được rửa tội với tên là Augusta Frederica vào ngày 29 tháng 8 năm 1737, tại Cung điện Thánh James bởi John Potter, Tổng giám mục Canterbury. Cha mẹ đỡ đầu của bà là ông nội của bà, Nhà vua (do Đại thần cung vụ, Công tước xứ Grafton đại diện), và các bà của bà, vương hậu Caroline và Thái Công tước phu nhân góa phụ xứ Sachsen-Gotha (nhưng cả hai bên đều không đến lễ rửa tội và đều được đại diện bởi một người đại diện).
Gia đình Frederick, Thân vương xứ Wales sống tại Nhà Leicester, hiện tọa lạc tại Quảng trường Leicester ở Luân Đôn. Năm 1751, khi Augusta 13 tuổi, cha bà qua đời khi chưa kịp lên ngôi, để lại một góa phụ đang mang thai với tám người con. Sau đó, vua George II đã phong cho cháu trai mình vương tử George là Thân vương xứ Wales. Augusta là một đứa trẻ khá ồn ào và không ngại bày tỏ quan điểm của mình. Bà yêu âm nhạc, diễn xuất và khiêu vũ, và tham gia vào các vở kịch nghiệp dư, một trò tiêu khiển yêu thích của gia đình hoàng gia.
Augusta được giáo dục cẩn thận. Bà không được mô tả là một người đẹp hiếm có, có miệng rộng và khuôn mặt dài.

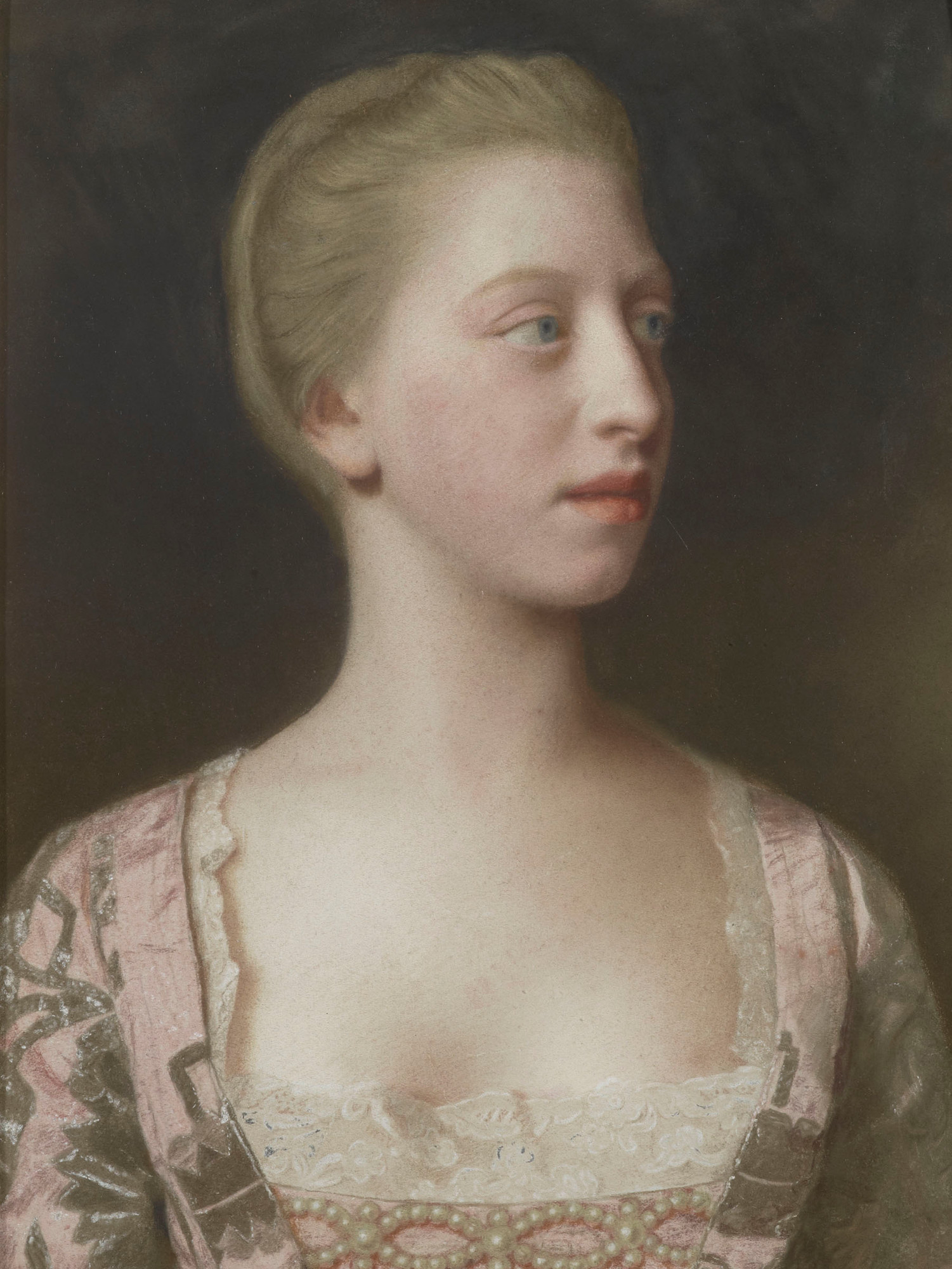
Công chúa Augusta lúc 17 bởi Liotard

Vào năm 1761–63, các cuộc đàm phán về hôn nhân giữa Augusta và Karl Wilhelm Ferdinand, Hoàng thế tử của Braunschweig-Wolfenbüttel đang được tiến hành. Augusta và Karl đều là chắt của vua George I của Anh, vì vậy họ là anh em họ hai đời. Các cuộc đàm phán diễn ra chậm chạp vì mẹ của Augusta, lúc này là Vương phi xứ Wales, không thích vương tộc Brunswick. Rào cản này đã được khắc phục bằng một lý do được Horace Walpole mô tả: 
"Quý cô Augusta rất năng động và có khuynh hướng can thiệp vào chính trị riêng tư của riều đình. Vì không có đứa con nào của [Thái [Vương phi] xứ Wales] ngoài Nhà vua, có hoặc có lý do để có nhiều tình cảm với mẹ của họ, bà đã lo ngại một cách chính đáng rằng Quý cô Augusta sẽ truyền sự ghê tởm của họ cho Nữ hoàng. Bà không thể cấm con gái mình đến thăm Nhà Buckingham thường xuyên, nhưng để ngăn ngừa hậu quả xấu của việc đó, bà thường đi cùng con gái đến đó. Tuy nhiên, đây là một sự tham dự và một sự ràng buộc mà Công chúa Wales không thể chịu đựng được. Sự lười biếng quá mức, tình yêu riêng tư quá mức của bà và sự khuất phục khi thường xuyên ở bên Nữ hoàng, người có địa vị cao hơn là một sự sỉ nhục không bao giờ ngừng, tất cả đã cùng nhau khiến bà quyết tâm, trong mọi trường hợp, sẽ tự giải thoát cho con gái mình. Để đạt được mục đích này, sự ưu ái vô bờ bến dành cho Nhà Brunswick đáng ghét không phải là quá nhiều. Hoàng thế tử đã thuyết phục được Quý cô Augusta chấp nhận lời cầu hôn của bà, với bốn mươi nghìn bảng Anh, một khoản trợ cấp hàng năm là 5.000 bảng Anh một năm ở Ireland và ba nghìn bảng Anh một năm ở Hanover."
Cuối cùng, các cuộc đàm phán về hôn nhân đã được giải quyết và Karl đã đến Anh vào tháng 1 năm 1764 để kết hôn với Augusta. Karl đã có sự nghiệp quân sự trong Chiến tranh Bảy năm khi phục vụ trong Quân đội Quan sát Hanover dưới quyền của Vương tử William, Công tước xứ Cumberland, chú ruột của Augusta. Vào ngày 16 tháng 1 năm 1764, Augusta và Karl đã kết hôn tại Nhà nguyện Hoàng gia, Cung điện Thánh James. Đám cưới được theo sau bằng một bữa tối cấp nhà nước tại Nhà Leicester, được nhiều lời chúc mừng từ Nghị viện, một buổi khiêu vũ do Nữ hoàng tổ chức, và một buổi biểu diễn opera tại Vườn Covent. Cặp đôi đã khởi hành tới Brunswick từ Harwich vào ngày 26 cùng .

## Hôn nhân
Brunswick là một công quốc thuộc Đế quốc La Mã Thần thánh nằm ở Tây Bắc nước Đức ngày nay. Brunswick ban đầu bao gồm Tuyển hầu xứ Hannover (lãnh thổ mà vua George I sở hữu khi ông thừa kế ngai vàng Anh, được truyền cho những người thừa kế nam của ông), liên kết chặt chẽ giữa nhà Hanover và Brunswick. Để duy trì mối liên hệ này, các cuộc hôn nhân triều đại thường diễn ra và cuộc hôn nhân của công chúa Augusta cũng không ngoại lệ. Bà kết hôn với Karl Wilhelm Ferdinand, hoàng tử thế tập của Brunswick, sau này là Karl II, Công tước xứ Brunswick, vào ngày 16 tháng 1 năm 1764. Augusta ban đầu vẫn hạnh phúc với chồng mình, bà đã viết thư cho em trai của mình, vua George III vào tháng 12 năm 1764 rằng "I never knew anybody with a more real good heart" - Chị chưa bao giờ biết ai có trái tim thực sự tốt đẹp hơn. Cặp đôi sẽ trở thành Công tước và Công tước phu nhân xứ Brunswick vào năm 1780 sau cái chết của Karl I xứ Braunschweig-Wolfenbüttel.
Hai người có với nhau bảy người con, bao gồm: Augusta (sau này là Công tước phu nhân Friedrich xứ Württemberg), Karl, Hoàng tử thế tử Braunschweig-Wolfenbüttel, Caroline (sau này là vợ của George IV, vương hậu Liên hiệp Anh), Georg, August, Friedrich Wilhelm và Amelia (người đã mất khi còn nhỏ). Do hai công tử Georg và August đều bị tuyên bố là tàn tật và Karl, hoàng tử thế tử cũng bị suy yếu và không có con, Friedrich Wilhelm sẽ thừa kế công quốc Brunswick sau cái chết của cha mình vào năm 1806 sau Trận Auerstadt.

## Cuộc sống ở Brunswick

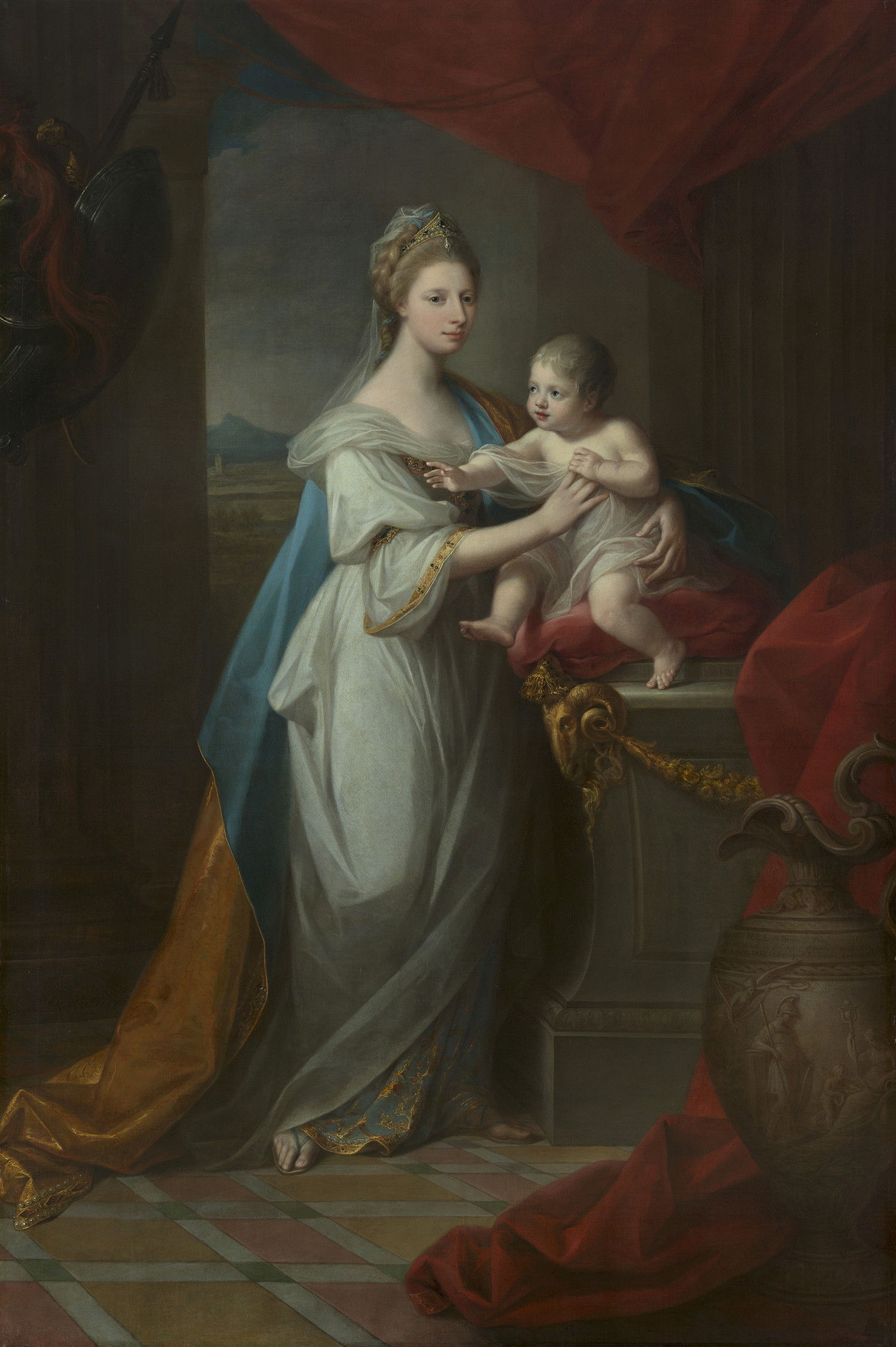
Augusta bởi Angelica Kauffman, 1767; Bộ sưu tập Hoàng gia, Luân Đôn

Công chúa Augusta không hề yêu thích ngôi nhà mới của mình ở Brunswick, bà đã viết ngay sau khi đến rằng "không thể giữ được vẻ mặt bình thản trước... cách cư xử kỳ lạ của những người này". Trong suốt cuộc đời, bà vẫn sống theo lối sống của người Anh và không bao giờ hoàn toàn thích nghi với cuộc sống ở Brunswick.
Sau lần mang thai đầu tiên vào năm 1764, bà cùng chồng trở về  để sinh đứa con thứ hai. Trong thời gian ở Anh, người ta nhận thấy rằng cặp đôi này được đám đông cổ vũ mỗi khi họ xuất hiện trước công chúng. Điều này được cho là đã khiến họ bị nghi ngờ tại tòa án. Trong chuyến thăm của họ, em dâu của bà là vương hậu Charlotte dường như đã từ chối một số danh dự tại tòa án, chẳng hạn như chào theo kiểu quân đội. Điều này đã thu hút sự công khai tiêu cực đối với cặp đôi hoàng gia chủ nhà. Trong các cuộc đàm phán ba mươi năm sau về cuộc hôn nhân của con gái bà với Thân vương xứ Wales, Augusta đã bình luận với nhà đàm phán người Anh, Ngài Malmesbury, rằng vương hậu Charlotte không thích cả bà và mẹ bà vì sự ghen tuông có từ chuyến thăm năm 1764.
Augusta thấy triều đình của mẹ chồng mình thật buồn tẻ và tẻ nhạt, đặc biệt là trong những tháng mùa hè khi chồng bà vắng mặt ở trại. Một nơi nghỉ dưỡng mùa hè đã được xây dựng cho bà ở phía Nam Braunschweig, nơi bà có thể dành thời gian tránh xa triều đình, được xây dựng bởi Carl Christoph Wilhelm Fleischer và được gọi là Schloss Richmond để gợi nhớ về quê hương Anh của bà. Trong nơi nghỉ dưỡng của mình, Augusta tự giải trí bằng cách dành những ngày ăn trưa thịnh soạn, buôn chuyện và chơi bài với những người bà yêu thích, thường tiếp khách người Anh.
Cuộc hôn nhân của họ được sắp đặt vì mục đích triều đại. Tuy nhiên, Augusta nghĩ Karl rất đẹp trai và ban đầu rất hài lòng với ông. Ngay sau khi sinh con gái đầu lòng, bà đã viết: "Không có ai sống hòa hợp hơn chúng ta, và tôi sẽ sẵn sàng vượt qua mọi khó khăn vì anh ấy.", và người ta lưu ý rằng bà dường như không biết về những cuộc tán tỉnh của ông ở Luân Đôn.
Năm 1771–1772, Augusta đã đến thăm Anh theo lời mời của mẹ. Trong dịp này, bà lại rơi vào một cuộc xung đột khác với em dâu, vương hậu Charlotte. Dù Nhà Carlton và Cung điện Thánh James lúc đó đều trống, bà không được phép sống ở đó mà phải ở trong một ngôi nhà nhỏ trên đường Pall Mall. Vương hậu không đồng ý với bà về các quy tắc nghi lễ và từ chối để bà gặp riêng nhà vua. Theo Ngài Walpole, lý do cho sự phản đối này là do sự ghen tị từ phía nữ hoàng. Bà đã ở bên mẹ trong giờ phút cuối đời trong chuyến thăm thứ hai đến Anh, và khi trở về Brunswick, bà đã kéo dài thời gian để tang, cuối cùng dẫn đến việc bà rút lui khỏi cuộc sống triều đình.
Năm 1777, Augusta thông báo với chồng rằng cô sẽ rời bỏ cuộc sống triều đình để quản lý việc nuôi dạy con cái và thực hiện việc nghiên cứu tôn giáo dưới sự hướng dẫn của Giám mục Fürstenberg. Nguyên nhân là do bà không tán thành mối quan hệ giữa Karl và Louise Hertefeld, người mà ông, trái ngược với tình nhân trước đây của mình là Maria Antonia Branconi, đã công nhận là tình nhân chính thức tại triều đình Brunswick.
Năm 1780, Karl kế vị cha mình trở thành Công tước Brunswick, và Augusta do đó trở thành Công tước phu nhân.
Trong số bốn con trai của Augusta, ba người lớn tuổi nhất đều sinh ra tàn tật. Công chúa Thụy Điển Hedwig Elizabeth Charlotte đã mô tả bà, cũng như gia đình bà, vào thời điểm bà đến thăm vào tháng 8 năm 1799:

## Cuộc sống sau này
Năm 1806, khi Phổ tuyên chiến với Pháp trong Chiến tranh Napoleon, chồng của Augusta, Thế tử Brunswick-Wolfenbüttel, 71 tuổi, được bổ nhiệm làm Tổng tư lệnh quân đội Phổ. Vào ngày 14 tháng 10 năm đó, tại trận Jena, Napoléon đã đánh bại quân đội Phổ; cùng ngày, tại trận Auerstadt, Karl bị thương nặng và qua đời vài ngày sau đó. Augusta cùng với cùng hai người con trai và một cô con dâu góa phụ đã chạy trốn đến Altona, nơi họ có mặt bên cạnh chồng bà trong giờ phút cuối. Do quân đội Pháp tiến vào, họ đã được đại sứ Anh khuyên nên bỏ trốn, và họ rời đi ngay trước khi thế tử qua đời.
Họ được mời đến Thụy Điển bởi anh rể của hoàng thế phu nhân, vua Gustav IV Adolf của Thụy Điển. Tuy nhiên, Augusta thích ở lại Công quốc Augustenborg, nơi người cháu rể của bà là người cai quản. Bà ở lại đó với cháu gái, Công tước phu nhân xứ Augustenborg (con gái của em gái bà, Cố Vương hậu Caroline Mathilde của Đan Mạch đã qua đời), cho đến khi em trai của bà, vua George III của Anh, cuối cùng cũng nhượng bộ vào tháng 9 năm 1807 và cho phép Augusta đến Luân Đôn. Tại Anh, bà sống ở Nhà Montagu ở Blackheath, Greenwich, cùng với con gái, Vương phi xứ Wales. Bà đã làm quen với cháu gái của mình là Charlotte Augusta xứ Wales, người đã nói với bà của mình trong lần gặp đầu tiên rằng "bà là bà lão vui vẻ nhất mà bà từng thấy". Nhưng chẳng lâu sau Augusta đã xảy ra mâu thuẫn với con gái và mua ngôi nhà bên cạnh, Nhà Brunswick. Augusta sống những ngày còn lại ở đó và qua đời vào năm 1813, thọ 75 tuổi. Bà được chôn cất trong Hầm mộ Hoàng gia tại Nhà nguyện Thánh George, Lâu đài Windsor.

## Huy hiệu
Augusta được trao quyền sử dụng huy hiệu của vương quốc, được phân biệt bằng một nhãn bạc có năm điểm, điểm ở giữa có hình chữ thập đỏ, các điểm còn lại có hình hoa hồng đỏ.

## Con cái
Cặp đôi này có với nhau 7 người con:
| Tên                            | Sinh                 | Mất                  | Ghi chú                                                    |
| ------------------------------ | -------------------- | -------------------- | ---------------------------------------------------------- |
| Nữ Công tước Augusta           | 3 tháng 12 năm 1764  | 27 tháng 9 năm 1788  | kết hôn 1780, Friedrich I của Württemberg; có con          |
| Hoàng thế tử Prince Karl Georg | 8 tháng 2 năm 1766   | 20 tháng 9 năm 1806  | kết hôn 1790, Công chúa Louise của Orange-Nassau; no issue |
| Nữ Công tước Caroline          | 17 tháng 5 năm 1768  | 7 tháng 8 năm 1821   | kết hôn 1795, George IV của Anh; có con                    |
| Công tước Georg Wilhelm        | 27 tháng 6 năm 1769  | 16 tháng 9 1811      | Tàn tật; bị loại khỏi danh sách kế vị                      |
| Công tước August               | 18 tháng 8 năm 1770  | 18 tháng 12 năm 1822 | Tàn tật; bị loại khỏi danh sách kế vị                      |
| Công tước Friedrich Wilhelm    | 9 tháng 10 năm 1771  | 16 tháng 6 năm 1815  | kết hôn 1802, Marie xứ Baden; có con                       |
| Nữ Công tước Amelie            | 22 tháng 11 năm 1772 | 2 tháng 4 năm 1773   |                                                            |